# Liriomyza flavopicta
Liriomyza flavopicta är en tvåvingeart som beskrevs av Friedrich Georg Hendel 1931. Liriomyza flavopicta ingår i släktet Liriomyza och familjen minerarflugor.
Artens utbredningsområde är Sverige. Arten är reproducerande i Sverige. Inga underarter finns listade i Catalogue of Life.